# Ian Wallace
Ian Wallace (10 de julio de 1919 – 12 de octubre de 2009) fue un bajo-barítono intérprete de ópera y conciertos, actor y locutor inglés.

## Biografía

### Inicios
Su nombre completo era Ian Bryce Wallace, nació en Londres, Inglaterra, y sus padres eran Sir John Wallace, parlamentario del Partido Liberal del Reino Unido, y su esposa Mary Bryce Temple. Se educó en la Charterhouse School y en Trinity Hall, Cambridge, donde estudió derecho y formó parte del club teatral Cambridge Footlights. Durante la Segunda Guerra Mundial sirvió en la Artillería Real organizando y protagonizando espectáculos para la tropa. Wallace hubo de licenciarse en 1944 tras haber contraído una tuberculosis vertebral, decidiendo en ese momento dedicarse al mundo del espectáculo en vez de al derecho.
Su primera actuación teatral profesional tuvo lugar en Glasgow, en la obra de Ashley Dukes The Man With a Load of Mischief, y su debut en Londres llegó en 1945 en el Sadler's Wells con la pieza de James Bridie The Forrigan Reel, con dirección de Alastair Sim. Nunca llegó a aprender solfeo, y era dudosa su capacidad para hacer una carrera operística, pero en 1946 sus amistades le convencieron para hacer una prueba con el director Alberto Erede, que le contrató para trabajar en la primera temporada de la Compañía New London Opera.

### Ópera
Wallace debutó como cantante de ópera en el Teatro Cambridge en 1946, con el papel de Colline en La Bohème, junto a artistas de la talla de Mariano Stabile y Margherita Grandi. Otros papeles con la compañía fueron el de Sacristán (Tosca), Don Bartolo (El barbero de Sevilla), Conde Ceprano (Rigoletto) y Masetto (Don Giovanni). La crítica de The Times pensaba que Wallace exageraba el elemento humorístico de sus personajes Sacristán y Bartolo pero, sin embargo, elogiaba la calidad de su canto.
Entre 1948 y 1961 Wallace actuó de manera regular en el Festival de Glyndebourne, siendo su primer papel el de Samuel en Un ballo in maschera, pero pronto se especializó en papeles de bajo bufo, destacando el de Don Bartolo en Las bodas de Fígaro y El barbero de Sevilla. En los inicios de la década de 1950 sus dotes cómicas le reportaban elogiosas críticas, y añadió a su repertorio el personaje de Melitone en La forza del destino, aunque también cantó otros papeles más serios, entre ellos el Mefistófeles de la ópera de Charles Gounod Faust.
Su debut en Italia tuvo lugar en Parma en 1950 interpretando a Masetto. Más adelante fue Don Magnifico en La Cenerentola (Roma, 1955) y Bartolo en El barbero de Sevilla (Venecia, 1956). Cantó de nuevo a Don Magnifico, esta vez en inglés, en la English National Opera en 1960, con una gran crítica por parte de The Times.  En 1964 y 1965 también actuó en los Festivales Bregenz, y a partir de 1965 trabajó con regularidad en la Scottish Opera, compañía en la que interpretó a Leporello (Don Giovanni), Pistola (Falstaff, con Geraint Evans en el papel del título), y el Duque de Plaza Toro en The Gondoliers. En los años sesenta también cantó los principales papeles bufos de Donizetti, Don Pasquale (Welsh National Opera, 1967) y Dulcamara (L'elisir d'amore, Glyndebourne Touring Opera, 1968). Un último añadido a su repertorio fue el personaje Polifemo de la obra de Händel Acis y Galatea, en 1977.
A pesar de su inhabilidad para el solfeo, lo cual le hacía lento en el aprendizaje de nuevos papeles, Wallace interpretó a Konchak en El Príncipe Igor, Wagner en la obra de Ferruccio Busoni Doctor Fausto, el papel del título en la composición de Carl Maria von Weber Peter Schmoll, Buonafede en la pieza de Haydn Il mondo della luna, y Calender en la ópera de Christoph Willibald Gluck La rencontre imprévue.

### Teatro, revistas y otros espectáculos
Al principio de su período en el Glyndebourne, Wallace consultó con el administrador del festival, Moran Caplat, sobre si debía cantar en producciones no operísticas, respondiéndole Caplat que esas actividades no le dañarían la voz. En la ópera Wallace generalmente hacía papeles cómicos, por lo que aprovechó sus dotes humorísticas cuando empezó a actuar en revistas. En 1953, a la vez que cantaba ópera a nivel nacional e internacional, participó en la Royal Variety Performance celebrada en el London Palladium e hizo pantomima como una de las hermanas feas en Cenicienta.  En 1962 trabajó en un espectáculo en el Teatro Criterion, recibiendo la visita de Noël Coward, quien alabó su dominio en el escenario.
Desde inicios de los años sesenta hasta los ochenta Wallace interpretó shows en solitario, cantando a lo largo de los mismos extractos operísticos, baladas y canciones cómicas. Destacó particularmente por la interpretación de temas compuestos por Michael Flanders y Donald Swann, llegando a ser "The Hippopotamus" su melodía personal. Su asociación con el dúo le llevó a participar en los festivales musicales cómicos creados por Gerard Hoffnung, en los cuales cantó Variations on a Bedtime Theme, una serie de anuncios publicitarios humorísticos para una marca de bebidas, en el estilo de Bach, Mozart, Verdi, Stravinsky y Schoenberg, y El Barbero de los Cursos de Verano de Darmstadt, una parodia de compositores de música atonal.
En el teatro las interpretaciones de Wallace incluyeron el papel de Bottom en El sueño de una noche de verano, que ganó buenas críticas por parte de The Times. Otro de sus papeles fue el de César en una producción del musical Fanny, basado en la obra de  de Marcel Pagnol, y representada en el West End londinense junto a Robert Morley, el de Emperador de la China en el especial televisivo con música de Cole Porter Aladino, el de Sapo en Toad of Toad Hall, y el de Ralph en The One O'Clock World, representada en 1984.

### Cine, radio y televisión
Wallace fue uno de los intérpretes que popularizó la música clásica en televisión en los años sesenta. Es recordado por su interpretación del "Gendarmes' Duet", basado en la ópera bufa de Jacques Offenbach Genoveva de Brabante, en la que actuaba con uniforme de gendarme, un número que repitió numerosas veces a lo largo de un oeríodo de diez años con diferentes tenores y pianistas acompañantes. También participó en la emisión de óperas de Gilbert y Sullivan en los Proms y, para la televisión comercial, diseñó y presentó tres series de introducciones a óperas de media hora de duración, entre las cuales figuraban las de El barbero de Sevilla y Don Giovanni.
También actuó ocasionalmente en el cine y en la televisión. Así, actuó en el film de 1958 tom thumb y en la miniserie televisiva basada en la novela de Tom Sharpe Porterhouse Blue, con Ian Richardson.
Además, para el público general Wallace fue conocido como panelista del programa radiofónico de la BBC My Music, entre 1967 y 1994, no perdiéndose ni un solo episodio de los más de 520 emitidos. En dicha producción trabajaba con John Amis y, ocasionalmente, Wallace interpretaba vocingleras canciones cómicas, entre ellas "The One Eyed Riley", "I Can't Do My Bally Bottom Button Up", y "Down Below", algunas de las cuales incluyó en sus grabaciones discográficas.

### Últimos años
Tras retirarse de la ópera, como Presidente de la Incorporated Society of Musicians, Wallace destacó por su lucha para frenar los drásticos recortes que la BBC llevó a cabo en sus orquestas en 1980.  Además, fue Presidente del Consejo para Música en Hospitales entre 1987 y 1999. También publicó dos volúmenes de recuerdos: Promise Me You'll Sing Mud (1975) y Nothing Quite Like It (1982), y un tercer libro, Reflections on Scotland (1988).
Ian Wallace falleció en 2009 en Highgate, Londres. Tenía 90 años de edad. Le sobrevivieron su esposa Patricia y sus hijos Rosemary y John.

## Grabaciones
Wallace grabó al Doctor Bartolo, tanto de Las bodas de Fígaro como de El barbero de Sevilla, con intérpretes del Festival de Glyndebourne bajo dirección de Vittorio Gui. Otras grabaciones de Glyndebourne son: su papel de Ser Matteo del Sarto en la ópera de Busoni Arlecchino, con dirección de John Pritchard; Don Magnifico en La Cenerentola, de Rossini; y el gobernador en la ópera de Rossini Le Comte Ory, también con dirección de Gui. Otros papeles operísticos grabados por Wallace fueron Altomaro en la ópera de Handel Sosarme, y Lockit en The Beggar's Opera, con dirección de Malcolm Sargent.
Wallace también hizo varias grabaciones de papeles de Gilbert y Sullivan. Así, fue Pooh-Bah en El Mikado (1957) y Mountararat en Iolanthe (1959). También grabó extractos de H.M.S. Pinafore, The Pirates of Penzance, El Mikado y The Gondoliers para un disco titulado "A Gilbert and Sullivan Spectacular", en 1974. Hizo otras dos grabaciones como Pooh-Bah, una para BBC Radio en 1966 y otra para BBC televisión en 1973, aunque estos registros no llegaron a comercializarse.
En colaboración con Donald Swann, en 1964 grabó arreglos de Swann de poemas de John Betjeman. Además formó parte de dos grabaciones de Alicia en el país de las maravillas, una en 1958 como la Falsa Tortuga, y otra en 1966 como la Oruga azul, en un disco narrado por Dirk Bogarde. Entre los discos de sus programas de música variada se incluyen An Evening's Entertainment with Ian Wallace, grabado en directo en el Queen Elizabeth Hall en 1971, y From Mud to Mandalay in 1977.